# والتر ريجنالد هيوم
والتر ريجنالد هيوم (بالإنجليزية: Walter Reginald Hume)‏ هو مخترِع أسترالي، ولد في 29 نوفمبر 1873 في فيتزوري ‏ في أستراليا، وتوفي في 21 يوليو 1943 في فيكتوريا في أستراليا.